# Welinite
La welinite (simbolo IMA: Wln) è un minerale del gruppo della welinite appartenente alla classe minerale dei "silicati e germanati" con composizione chimica Mn2+6(W6+ ☐)(SiO4)2O4(OH)2.
Strutturalmente appartiene ai nesosilicati.

## Etimologia e storia
La welinite è stata chiamata in questo modo in onore di Eric Welin (1923- 2014), mineralogista e geocronista del Museo svedese di storia naturale (Stoccolma, Svezia).
La località tipo del minerale è la miniera di Långban presso Filipstad (Svezia) (59.85538°N 14.2648°E).

## Classificazione
Nella nona edizione della sistematica dei minerali di Strunz, aggiornata dall'Associazione Mineralogica Internazionale (IMA) fino al 2009, la welinite è elencata nella classe "9. Silicati (germanati)" e da lì nella sottoclasse "9.A Nesosilicati"; questa viene ulteriormente suddivisa in base alla struttura del minerale, in modo che la welinite possa essere trovata nella sezione "9.AF Nesosilicati con anioni aggiuntivi; cationi in [4], [5] e/o soltanto coordinazione [6]" dove insieme a franciscanite e örebroite forma il sistema nº 9.AF.75.
Nell'edizione successiva, proseguita dal database "mindat.org" e chiamata Classificazione Strunz-mindat, tale classificazione viene mantenuta invariata con l'aggiunta del minerale scorticoite.
Nella Sistematica dei lapis (Lapis-Systematik) di Stefan Weiß la welinite si trova nella classe dei "silicati" e nella sottoclasse dei "nesosilicati con anioni non tetraedrici"; qui si trova nella sezione nº VIII/B.09 insieme a braunite, abswurmbachite, neltnerite, fransciscanite, örebroite, gatedalite, långbanite, yeatmanite e katoptrite.
Anche nella classificazione dei minerali secondo Dana, usata principalmente nel mondo anglosassone, la welinite si trova nella classe dei "silicati" e nella sottoclasse "nesosilicati: gruppi SiO4 e O, OH, F e H2O"; queste viene ulteriormente suddivisa in modo da trovare la welinite nella sezione dei "nesosilicati: gruppi SiO4 e O, OH, F e H2O con cationi in coordinazione [6] e/o > [6]" dove forma il "gruppo della welinite" con il numero di sistema 52.4.1 insieme a franciscanite, örebroite e kittatinnyite.

## Abito cristallino
La welinite cristallizza nel sistema trigonale nel gruppo spaziale P3 (gruppo nº 143) con i parametri reticolari a = 8,155(7) Å e c = 4,785(5) Å, oltre ad avere 2 unità di formula per cella unitaria.

## Origine e giacitura
La welinite è stata trovata in piccole quantità, come riempimento in fessure con altri minerali all'interno del minerale hausmannite (questo in campioni provenienti dal distretto minerario di Långban, Svezia); si trova in paragenesi con adelite, sarkinite, barite e calcite.
La welinite è un minerale molto raro ed è stata trovata solo in pochi siti sparsi per il mondo: sugli Alti Pirenei e nella Lozère (Occitania, Francia); a Shitara, Itsuki, Kusatsu e Kudamatsu (Giappone); a Potchefstroom (municipalità distrettuale di Dr. Kenneth Kaunda, Sudafrica); a Filipstad e Hällefors (Svezia).